# Дельво, Альбер
Альбер Дельво (фр. Albert Delvaux; 31 мая 1913, Лёвен — 16 мая 2007, Жет) — бельгийский композитор.
Окончил Льежскую консерваторию как виолончелист и композитор, далее занимался композицией под руководством Франсуа Расса и дирижированием под руководством Игоря Маркевича. В 1961 г. Бурлескная симфония Дельво была удостоена первой премии Международного конкурса имени королевы Елизаветы.
Автор четырёх симфоний, двух скрипичных и двух виолончельных концертов, четырёх струнных квартетов и многочисленных трио (струнных, фортепианных, духовых), вокальной и хоровой музыки. В творчестве Дельво отмечалось влияние Клода Дебюсси, Мориса Равеля и Оливье Мессиана.
В 1946—1978 гг. возглавлял Музыкальную академию в Синт-Никласе, одновременно преподавал контрапункт в Брюссельской консерватории.